# Battaglia di Yellow Tavern
La battaglia di Yellow Tavern fu combattuta l'11 maggio 1864, come parte della Campagna terrestre della guerra di secessione americana. Fu uno scontro fra forze di cavalleria dell'Unione e della Confederazione ed è più nota per la ferita mortale subita dal leggendario generale di cavalleria sudista, il maggior generale J.E.B. Stuart.
La Campagna Terrestre fu la maggiore offensiva condotta dal ten. gen. Ulysses S. Grant nel 1864 contro l'Armata della Virginia Settentrionale del generale Robert E. Lee. I due avevano combattuto un'inutile battaglia al Wilderness ed erano stati impegnati in duri combattimenti nella battaglia di Spotsylvania Court House. Fino a questo punto, il comandante unionista di cavalleria, il mag. gen. Philip Sheridan era insoddisfatto del suo ruolo in questa Campagna. Il suo Corpo di cavalleria era stato assegnato all'Armata del Potomac, al comando del mag. gen. George G. Meade, che rispondeva a Grant. Meade aveva impiegato le forze di Sheridan essenzialmente nel tradizionale compito di schermatura ed esplorazione, mentre Sheridan vedeva il valore dell'impiego dei Corpi di Cavalleria come arma indipendente operativa offensiva per la conduzione di incursioni in profondità sulle retrovie nemiche. L'8 maggio 1864, Sheridan non si rivolse a Meade ma a Grant cui disse che, se il suo Corpo di cavalleria fosse stato lasciato libero di operare come unità indipendente, egli avrebbe potuto sconfiggere "Jeb" Stuart, da tempo un vero e proprio incubo per l'esercito unionista. Grant fu attratto dalla proposta e convinse Meade del valore della richiesta di Sheridan.
Il 9 maggio 1864, la più potente forza di cavalleria mai vista sul fronte orientale — più di 10000 cavalleggeri con 32 cannoni ippotrainati — cavalcarono verso SE muovendosi sulle orme dell'esercito di Lee. Avevano tre obiettivi: il primo, devastare le linee di rifornimento di Lee distruggendo strade ferroviarie e rifornimenti; il secondo, minacciare la capitale confederata di Richmond, con l'effetto di distrarre Lee; il terzo, e più importante, sconfiggere Stuart.
La colonna di cavalleria unionista, che a volte si allungava per più di 13 miglia, raggiunse la base di rifornimenti avanzata confederata a Beaver Dam Station la sera del 9 maggio. Le truppe confederate erano state in grado di distruggere molti dei rifornimenti militari più esposti prima dell'arrivo dell'Unione, cosicché gli uomini di Sheridan distrussero numerosi carri ferroviari e sei locomotive della Virginia Central Railroad, linee telegrafiche e liberarono centinaia di soldati unionisti che erano stati presi prigionieri nel Wilderness.
Stuart mosse i suoi 4500 uomini frapponendosi fra Sheridan e Richmond. Le due compagini si scontrarono a mezzogiorno dell'11 maggio 1864, a Yellow Tavern, una locanda abbandonata a sei miglia a nord di Richmond. Non solo l'Unione era numericamente avvantaggiata rispetto alla Confederazione, con un rapporto di tre divisioni nordiste rispetto alle due brigate sudiste, ma poteva contare su un enorme volume di fuoco e su una superiorità tecnologica — tutti gli uomini erano armati con carabine a tiro rapido Spencer. I confederati resistettero con tenacia sul basso crinale che costeggiava la strada verso Richmond, combattendo per oltre tre ore prima che l'impensabile avvenisse. Un soldato semplice, della cavalleria unionista, John A. Huff, rimasto appiedato e ottimo tiratore, colpì il generale Stuart da oltre quattrocento metri di distanza e lo ferì a morte (nel lavoro di Longacre, "Lincoln's Cavalrymen", si ritiene che Huff abbia colpito Stuart da poche decine di metri con una pistola). Stuart sarebbe morto il giorno seguente.
Il combattimento proseguì per un'ora dopo che Stuart era stato ferito e il mag. gen. Fitzhugh Lee aveva preso il comando temporaneo delle operazioni. Sheridan disimpegnò i suoi uomini e si diresse a sud, verso Richmond. Malgrado tentasse di irrompere attraverso le modeste difese a nord della città, Sheridan continuò verso sud, attraversando il fiume Chickahominy per unirsi alle forze del mag. gen. Benjamin Franklin Butler sul fiume James.
Il raid di Sheridan fu un successo. I suoi uomini ebbero 625 perdite ma catturarono 300 prigionieri confederati e liberarono più di 400 prigionieri unionisti. La sua vittoria più significativa fu tuttavia quella di aver ucciso Stuart, privando Robert E. Lee del suo comandante di cavalleria di maggior esperienza.